# 1099
Cette page concerne l'année 1099  du calendrier julien. Pour l'année 1099 av. J.-C., voir 1099 av. J.-C.
L'année 1099 est une année commune qui commence un samedi.

## Événements

### Proche-Orient
- 5 janvier : émeute à Maarat. Pour que les Barons reprennent la route vers Jérusalem et ne se disputent pas l’appartenance de ces villes conquises, les Tafurs demandent la destruction de la ville[1].
- 13 janvier : destruction de Maarat. Les Croisés, conduit par Raymond de Saint-Gilles, reprennent leur marche vers Jérusalem[1].
- 28 - 29 janvier : attaque de Hosn-el-Akrad, « la citadelle des Kurdes » par Raymond de Saint-Gilles, qui échappe de justesse à la capture. Elle deviendra 40 ans plus tard le « Krak des Chevaliers »[2].
- 14 février - 13 mai[3] : Raymond de Saint-Gilles assiège Arqa qui résiste[2]. Pendant le siège, les croisés reçoivent une lettre d'Alexis Comnène qui demande à Bohémond d’évacuer Antioche et au croisés de l'attendre jusqu'à la Saint-Jean ; malgré les efforts du comte de Toulouse, le conseil décide de continuer la marche sur Jérusalem[4].
- Avril, Empire byzantin : Alexis Ier Comnène confie une flotte à Tatikios avec pour mission de lutter contre les Pisans qui organisent des razzias en mer Égée[5].
- 19 mai : les croisés traversent la rivière du Chien, au nord de Beyrouth et pénétrant en territoire fatimide[2].

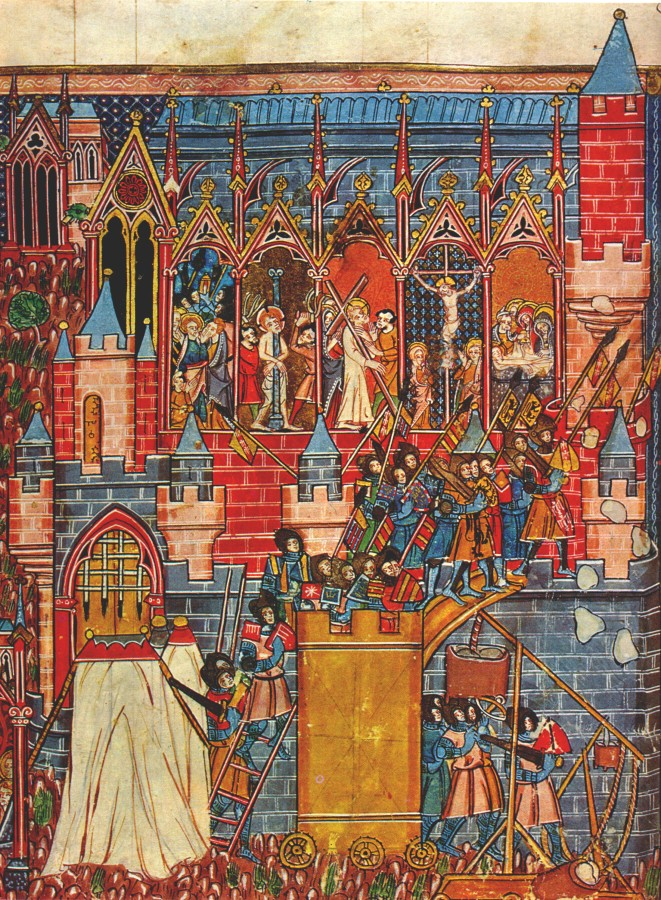
7 juin-15 juillet : siège et prise de Jérusalem.

- 7 juin : début du siège de Jérusalem[1] par les 12000 « soldats du Christ », survivants de la terrible marche partie d'Europe de l'Ouest près de trois ans plus tôt.
- 15 juillet : prise de Jérusalem par les Croisés. Après le rejet par la ville d'une demande de capitulation sans condition[6],  Godefroy, son frère Eustache de Boulogne, Tancrède, arrivent à s'approcher des murailles (15 mètres de hauteur, 3 de largeur) à bord de trois tours (certaines sources parlent de deux tours seulement) recouvertes de peaux de bêtes fraîchement écorchées et ainsi protégées du feu, amenées près des murs dans la nuit, rejointes par des échelles surgies de partout qui s'adossent aux murailles. La garnison musulmane, qui ne dépassait pas le millier d'hommes fut débordée, les dernières poches de résistance organisées dans les mosquées subirent le courroux des soldats de la coalition occidentale[7],[8].
- 22 juillet : Godefroy de Bouillon est élu Avoué du Saint-Sépulcre, Advocatus Sancti Sepuchri[9], refusant d'être roi dans la ville où mourut le Christ; formation du royaume de Jérusalem (fin en 1187).
- 12 août : Victoire des croisés sur les Égyptiens à Ascalon[10],[11].
- Septembre : Raymond de Saint-Gilles arrive à Lattaquié, dont la garnison byzantine est assiégée par Bohémond de Tarente allié à la flotte pisane conduite par l'archevêque Daimbert de Pise, et se fait remettre la ville[1]. Luttes confuses dans la région d’Antioche entre Bohémond, prince normand d’Antioche, les Byzantins, qui revendiquent le territoire, et les musulmans de Syrie (1099-1104).
- 21 décembre : Bohémond de Tarente et Daimbert de Pise se rendent à Jérusalem où ils sont reçus par Godefroy de Bouillon. Peu après Daimbert est nommé patriarche de Jérusalem au détriment d'Arnoul Malecorne[1].

### Europe
- 6 janvier : Henri, fils cadet de l'empereur Henri IV du Saint-Empire, est couronné roi de Germanie associé à Aix-la-Chapelle[12].
- 1er février : Gênes s'érige en République indépendante (Compagna Communis) et confie son administration à des consuls[13].
- 13 août : élection du pape Pascal II (fin de pontificat en 1118)[14].

- La commune de Beauvais est attesté par un procès entre les chanoines et les bourgeois au sujet d'un moulin, mettant en cause les teinturiers de la ville[15].
- Bataille de la rivière Wiar : les troupes du roi Coloman de Hongrie sont battues par les forces du prince russe David Igorovitch (ru).
- Étienne Harding, abbé de Cîteaux (1099-1122)[16].